# Nuoto ai XVI Giochi del Mediterraneo - 200 metri stile libero maschili

## Record
Prima di questa competizione, il record del mondo (WR) e il record dei Giochi del Mediterraneo (GR) erano i seguenti:
|    | 1'42"96 | Michael Phelps Stati Uniti | 12 agosto 2008 Pechino, Cina     |
| GR | 1'48"61 | Emiliano Brembilla Italia  | 3 settembre 2001 Tunisi, Tunisia |

## Batterie
Martedì 30 giugno 2009, alle 10:00, si tengono tre batterie.
| #   | Batteria | Corsia | Atleta                 | Nazionalità          | Tempo   | Note |
| --- | -------- | ------ | ---------------------- | -------------------- | ------- | ---- |
| 1   | 1        | 4      | Oussama Mellouli       | Tunisia              | 1'48"54 | Q    |
| 2   | 3        | 4      | Marco Belotti          | Italia               | 1'49"27 | Q    |
| 3   | 3        | 5      | Ahmed Mathlouthi       | Tunisia              | 1'49"55 | Q    |
| 4   | 2        | 6      | Georgios Demetis       | Grecia               | 1'49"96 | Q    |
| 5   | 1        | 6      | Radovan Siljevski      | Serbia               | 1'50"12 | Q    |
| 6   | 2        | 4      | Gianluca Maglia        | Italia               | 1'50"33 | Q    |
| 7   | 3        | 3      | Andreas Zisimos        | Grecia               | 1'50"70 | Q    |
| 8   | 2        | 3      | Guillaume Strohmeyer   | Francia              | 1'50"90 | Q    |
| 9   | 2        | 2      | Kevin Trannoy          | Francia              | 1'51"30 |      |
| 10  | 3        | 6      | Eloi Saumell           | Spagna               | 1'51"97 |      |
| 11  | 1        | 2      | Kemal Arda Gurdal      | Turchia              | 1'52"45 |      |
| 12  | 3        | 7      | Mario Delac            | Croazia              | 1'53"39 |      |
| 13  | 1        | 5      | Alex Villaecija Garcia | Spagna               | 1'53"94 |      |
| 14  | 2        | 7      | Jordan Yamine          | Marocco              | 1'57"28 |      |
| 15  | 1        | 7      | Ensar Hajder           | Bosnia ed Erzegovina | 1'58"00 |      |
| 16  | 2        | 1      | Endi Babi              | Albania              | 1'59"62 |      |
| 17  | 3        | 1      | Makram Fatoul          | Libano               | 2'01"65 |      |
| 18  | 1        | 1      | Eros Qama              | Albania              | 2'04"72 |      |
| DNS | 1        | 3      | Dominik Straga         | Croazia              |         |      |
| DNS | 2        | 5      | Clément Lefert         | Francia              |         |      |

## Finale
La gara, che si svolge martedì 30 giugno alle ore 18:00, viene vinta dal tunisino Oussama Mellouli che stabilisce il nuovo record dei Giochi con il tempo di 1'46"44.
| Posizione | Corsia | Atleta               | Paese   | Tempo   | Note |
| --------- | ------ | -------------------- | ------- | ------- | ---- |
|           | 4      | Oussama Mellouli     | Tunisia | 1'46"44 | GR   |
|           | 3      | Ahmed Mathlouthi     | Tunisia | 1'47"00 |      |
|           | 5      | Marco Belotti        | Italia  | 1'47"29 |      |
| 4         | 7      | Gianluca Maglia      | Italia  | 1'47"41 |      |
| 5         | 1      | Andreas Zisimos      | Grecia  | 1'49"23 |      |
| 6         | 2      | Radovan Siljevski    | Serbia  | 1'49"49 |      |
| 7         | 6      | Georgios Demetis     | Grecia  | 1'49"98 |      |
| 8         | 8      | Guillaume Strohmeyer | Francia | 1'50"05 |      |